# Историја Мексика

## Праисторија
Постоје докази о постојању људи пре 20.000 година у Мексику. Узгој кукуруза је започет око 8.000. п. н. е., а керамика се појављује око 2300. п. н. е. Интензивније гајење кукуруза започиње озмеђу 1800. п. н. е. и 1500. п. н. е.

## Преколумбовске мексичке цивилизације
Између 1800. п. н. е. и 300. п. н. е. почињу се назирати почеци мексичких култура различитих народа, који стварају напредне цивилизације, као што су: Олмеци, Изапе, Теотивакан, Маје, Запотеци, Микстеци, Толтеци и Астеци. Те цивилизације су се развијале хиљадама година пре контакта са Европљанима.

### Достигнућа
Урођеничке цивилизације Мексика заслужне су за многе проналаске:
- градња пирамида
- математика
- астрономија
- писање
- изузетно прецизни календар
- точак
- уметност
- интензивна пољопривреда
- рачунање абакусом

Металургија је била ограничена на бакар, злато и сребро.

### Важност астрономије
Чак и пре почетка урбанизације развијало се бројање, које је било повезано са астрономским догађајима. Многе касније мексичке цивилизације граде градове и церемонијалне центре за специфичне астрономске догађаје. Астрономија је постала централни фактор развоја религија, писмености, уметности и архитектуре. Од давнина су мексички астрономуи осматрали и бележили небеске појаве. Градови су грађени на астрономским принципима, вође и ратови су се бирали и водили према астрономији и соларном календару.
Три велика мексичка града су у различитим временима постали међу највећим градовима света: Теотиуакан, Теночтитлан и Чолула. Ти градови су представљали центар трговине, идеја, церемонија и теологије.

## Највеће цивилизације
Док су се многи градови државе, краљевства и царства бориле за превласт може се рећи да је Мексико имао 5 великих цивилизација: 
- Олмеци
- Теотивакан
- Толтеци
- Астечка цивилизација
- Цивилизација Маја.

### Олмечка цивилизација
Олмеци су створили најранију познату цивилизацију у Мексику. Корени Олмечке цивилизације почињу око 2300. п. н. е., са великом производњом керамике, што је представљало знак урбанизације. Први знаци олмечке цивилизације могу се наћи у Сан Лотенцу Теночтитлану, близу обале крај Веракруза. Познати су по огромним главама. Олмечки утицај се раширио кроз Мексико, Централну Америку и дуж мексичког Залива. Успоставили су нови облик власти, градили су храмове-пирамиде. Имали су писмо, астрономију, математику, уметност, трговину и религију. Њихова достигнућа крче пут каснијој Цивилизацији Маја и другим цивилизацијама.

### Теотиваканска цивилизација
Распадом Олмечке цивилизације настаје вакуум власти, из кога се појављује Теотиваканска цивилизација, са првим насељима 300. п. н. е. Први прави велеград у Северној Америци настаје 150. п. н. е. Теотивакан је успоставио економски и политички ред, какав никад пре тога није постојао. Утицај се раширио од Мексика до Централне Америке, тако да су основане нове династије у градовима Маја под утицајем Теотиуакан цивилизације. Унутар града Теотивакан постајало је космополитско измешано становништво. Многе регионалне етничке мањине биле су заступљене у деловима града.
До 500. Теотивакан постаје највећи град на свету. Имао је огроман економски утицај на северни Мексико. Био је то град чија је архитектура представљала нову еру мексичких цивилизација. Политичка моћ је почела опадати око 650. п. н. е., а културни утицај је трајао до око 950., дакле преко хиљаду година.

### Цивилизација Маја
У доба процвата и највећег сјаја Теотивакан цивилизације јавља се и велика цивилизација Маја у пуном сјају. Период од 250. до 650. представља период интензивног процвата цивилизације Маја. Многобројни градови-државе од Маја никад нису постигли политичко јединство као друге велике мексичке цивилизације. Међутим цивилизација Маја је имала велики интелектуални утицај по целој Средњој Америци. Маје су саградиле неке од највеличанственијих градова, а направили су и значајна открића у математици, астрономији и писму, тако да је то постало основа научних достигнућа у Мексику.

### Толтечка цивилизација
Толтечка цивилизација настаје исто током једног од периода вакуума власти око 700. Толтеци су углавном били северни људи из пустиње. Они су створили нову цивилизацију спајањем поносног пустињског наслеђа са моћном Теотиуакан културом. Ново наслеђе даје ново царство у Мексику. Толтечко царство је допирало на југу до Централне Америке, а на северу до југозапада САД. Толтеци су успоставили трговачке путеве са северним цивилизацијама Пуебла Бонита у данашњем Новом Мексику. Трговали би скупоценим птичјим перима. У Чичен Ици, која је припадала подручју Маја, раширила се толтечка цивилизација и имала је утицај на Маје. Политички систем од Толтека се показао толико напредан, да су све касније династије Маја тврдиле да потичу од Толтека.

### Астечка цивилизација
Са постепеним заласком толтечке цивилизације појављује се политичка фрагментација у долини Мексика. Астеци су били људи из пустиње и постали су наследници претходних развијених цивилизација, слично као што је држава Карла Великог била наследник Западног римског царства.
Астеци су се звали Мексика, тако да су они даровали и назив данашњој држави.
Током 1428. Астеци су водили рат за ослобођење. Успели су постати владари Централног Мексика на челу тројне алијансе од градова држава: Теночтитлана, Текскока и Тлакопана. На врхунцу моћи 300.000 Астека влада са царством од 10 милиона људи, готово са половином тадашњег Мексика, који је имао 24 милиона становника.
До 1519. главни град Теночтитлан је био један од највећих градова света. Имао је нешто преко 200.000 становника. У то доба Лондон је имао 70.000 становника. Теночтитлан је створен на месту данашњег града Мексика.

### Савезници Астека
Астеци су у почетку били на челу тројног савеза, а касније се повећава број савезника. Касније астечка војска постаје мултинационална, састојећи се од војника из освојених подручја. Мексико је већ током доласка Шпанаца био доста урбанизирана земља.

## Шпанско освајање Мексика
Франциско Хернандез де Кордоба је 1517. истраживао обалу јужног Мексика. Освајач Мексика, конквистадор Хернан Кортез искрцао се 1519. код Веракруза. Шпанци су 1519. извршили инвазију, а 1521. су освојили главни астечки град Теночтитлан. Астеци су имали своје непријатеље, који су помогли Шпанцима у освајању Теночтитлана.
Када је освојен Теночтитлан, још није био освојен Мексико. Освајање Мексика ће трајати два века. Током два века постаојале су сталне побуне и ратови домородаца против Шпанаца.

### Улога религије при паду Астечког царства
Астеци су имали религију, која се заснивала на сталном жртвовању људи. Сматрали су да ће цели свемир стати, ако се стално не жртвују нови људи. Жртвовали су хиљаде људи на специјалним церемонијама. Да би добили заробљенике, које би могли жртвовати, морали су водити сталне ритуалне ратове. Остали народи Мексика су стално били присиљени да воде ратове против Астека. Кад су дошли Шпанци лако су добили савезнике против Астека. Према астечким записима, које многи сматрају претеривањем, Астеци су само током посвећења велике пирамиде у Теночтитлану 1487. жртвовали 84.000 заробљеника.
Добили су све оне, које су Астеке нападале, да би добиле жртве за своје богове. Било је само око 600 Шпанаца, који су успели победити Астеке. Шпанци су имали оклопе и челично оружје, какво није постојало у Мексику, а помагали су их непријатељи Астека.
Шпанци су са собом донели мале богиње, које су биле смртоносне за локално становништво. Мале богиње су убиле стотине хиљада Астека. Осим тога пренели су и друге болести, као кугу, сифилис, грипу и оспице. Не само да су те болести побиле Астеке. Око 4 милиона становника тога дела Мексика страдало је за неколико година од болестију, које су донели Шпанци. То је оставило велики социјални вакуум власти, који су попунили Шпанци.

## Колонијални период
Шпанска победа 1521. означила је почетак 300 година дугог колонијалног периода Мексика (1521—1810), када је Мексико био познат као Нова Шпанија. Борбе су се још дуго водиле са домородцима, а посебно је жесток био Чичимека рат на северу Мексика (1576—1606)
Тадашња Нова Шпанија је обухватала данашњи Мексико, шпанска карипска острва, Централну Америку до Коста Рике, југозапад САД и Филипине. Шпанци би где год би се прошетали тврдили да је њихова земља. Прошетали су добрим делом Северне Америке, тражећи блага, а успут својатајуђи све територије, кроз које су прошли. Ако не би нашли блага, враћали би се. Имали су мапе, које би показивале да поседују много веће територије од оних, које би фактички контролисали.

## Мексички рат за независност
Наполеон Бонапарта је 1807. заузео Шпанију и поставио је свога брата на шпански престо. Мексички конзервативци и богати земљопоседници се буне против либералније политике Наполеона Бонапарте. Створен је савез либерала, који су хтели демократски Мексико и конзервативаца, који су жељели да бурбонска династија влада и да се врати статус кво. Либерали и конзервативци су се сложили да Мексико треба постати независтан.
Католички свештеник Мигел Идалго Костиља проглашава независност Мексика 16. септембра 1810. Тиме је започео дуг рат који је довео до шпанског службеног признања независности Мексика 1821. и стварања Првог Мексичког царства. Рат за независност је трајао 11 година, док ослободилачка војска није ушла 1821. у град Мексико. Уговор из Кордобе је потписан 24. августа 1821. и Мексико постаје независтан.
Бивши шпански генерал Агустин де Итурбиде, који је прешао на страну Мексиканаца, прогласио се царем. Побуна против Итурбиде избија 1823. и успостављају се Уједињене Мексичке Државе, по узору на САД. Нови председник је постао 1824. Феликс Фернандез, који се прозвао Гвадалупе Викторија.

### После независности
Многи шпански поседи у Централној Америци постају после независности део Мексика од 1822. до 1823, са изузетком Чијапaса и неколико других централно-америчких држава. После независности мексичка влада има проблема са великим слабо насељеним подручјима, посебно на северној граници. Мексико одустаје од многих, али не свих, права на територије унутар данашње САД, јер нису доносили добит. Мексико је позвао хиљаде емиграната из САД дајући им велике поседе, под условом да постану католици.

### Прва република и одвајање Тексаса 1836.
Други председник Мексика Висенте Гереро је победио на изборима, иако већина становништва није била за њега. Мексички устав је био сличан америчком, али већини становништва није било омогућено да гласа. Конзервативна партија је потакла револуцију под водством генерала Бустамантеа, који постаје председник 1830. Федералисти су замолили генерала Антонија Лопеза де Санта Ану да збаци Бустамантеа.
Након успешног преврата одржани су избори, на којима генерал Санта Ана 1832. постаје председник. Генерал Санта Ана је био председник неколико пута, стално мењајући политичка убеђења. Током 1834. укинуо је савезни устав, изазивајући побуне на Јукатану и најсевернијим територијама у Тексасу. Обе територије су тражиле независност. После преговора Јукатан се враћа под мексички суверенитет. Становници Тексаса су били предвођени углавном од стране насељеника, који су говорили енглески. Проглашавају Републику Тексас. Тексашка милиција побеђује мексичку војску и освајају независност 1836. Тексас је 1845. гласао да буде део САД.

## Рат против САД (1846—-1848)
Једна од најзначајних личности 19. века у Мексику је диктатор, генерал Санта Ана. Мексико је од стицања независности изгубио мноштво територија на северу. Од око 8 милиона Мексиканаца 1846, око 60.000 је живело на северним територијама, већином у Новом Мексику (53.000) и 
Калифорнији (7.000). Санта Ана је био вођа Мексика током рата у коме је Тексас 1836. постао независан.
Кад су САД 1846. прихватиле тексашку жељу да буду део САД, влада САД шаље војску у Тексас да би осигурали нове територије. Мексико је захтевао да се војска САД повуче из Тексаса. Сматрали су то мешањем САД у унутрашње послове, јер Мексико није признао независност Тексаса.
Мексичка војска је напала, убила неколико америчких војника, и заробила један одред. Амерички председник је тражио од Конгреса са се крене у рат, што је Конгрес изгласао 13. маја 1846. Мексико је прогласио рат 23. маја 1846.
Током Мексичко-америчког рата (1846—1848) Мексико је поражен. Војска САД је заузела мексички главни град Мексико и многе друге делове земље.
Основни разлог мексичког пораза је био недостатак јединства и организације. Рат је завршен Уговором из Гадалепе Идалга, по коме су САД купиле углавном празне северне територије за 15 милиона долара. Током следећих деценија Американци су настанили те територије и створили су низ држава: Калифорнија, Невада, Јута, велики део Аризоне, Нови Мексико и Колорадо. Доња Калифорнија није била укључена у тај уговор.
Поред свега тога, многе пустињске територије делова данашње Аризоне и Новог Мексика продани су САД у посебној трансакцији званој Гадсденова куповина. Ту земљу је продао генерал Санта Ана да би 1853. платио војску и да би лично профитирао.

## Борба за либералне реформе
На власт у Мексику долази партија умерених, политички између либерала и конзервативаца.
Нови устав Мексика је проглашен 1857. Задржао је већину привилегија које је католичка црква уживала још из колонијалног периода, али католичка црква престаје бити једина државна религија. То је било недопустиво и неприхватљиво конзервативцима и католичкој цркви, па црква екскомуницира чланове владе, а избија и побуна.
Избио је грађански рат зван Реформски рат од децембра 1857. до јануара 1861. Умерени се углавном удружују са либералима. Једно време су постојале две владе, конзервативна у Мексику, а либерална у Веракрузу. У рату су победили либерали, а председник постаје Бенито Пабло Хуарес.

## Француска интервенција и цар
Током 1860-их Француска је извршила интервенцију у Мексику доводећи на власт хабзбуршког надвојводу Фердинанда Максимилијана као цара Мексика. Французи су имали подршку цркве и конзервативаца у успостављању Другог мексичког царства.
САД помажу логистички и дипломатски свргнутог председника Бенита Хуареза. Генерал Игнацио Зарагоза је победио француску војску у Мексику у граду Пуебло 5. маја 1862. Мексико је тиме поново постао република.
Цар француске Наполеон III је поново вратио Фердинанда Максимилијана као цара Мексика од 1864. до 1867. Током 1867. републиканци су све више побеђивали царску војску, све слабије подржану Французима. Фердинандо Максимилијан је ухваћен и убијен, а Бенито Пабло Хуарез је остао председник до 1872.

## Обнова републике
Република је обновљена 1867, а по новом уставу конфисковани су огромни поседи католичке цркве, која је поседовала око пола Мексика. То је била освета католичкој цркви због њене улоге у грађанском рату и француској интервенцији. Забрањује се учешће свештеника у политици и омогућава се грађански брак.
После пораза конзервативци се жале да председник има превише овласти и желе да га смене. Један од генерала Порфирио Дијаз буни се 1876. и постаје нови председник. Порфирио Дијаз је владао више од тридесет година (1876—1911). То је био период процвата и мира. Током тога периода инфраструктура земље је унапређена захваљујући страним инвестицијама. Међутим долази до велике социјалне неједнакости и незадовољства радника.

## Мексичка револуција
Порфирио Дијаз је одлучио 1910. да одржи изборе с циљем да добије још један мандат. Имао је 80 година и одавно је елиминисао било какву озбиљнију опозицију. Франсиско Мадеро је одлучио да му буде противник на изборима. Франсиско Мадеро је постао изузетно популаран, иако га је Дијаз био једно време затворио.
На службеном проглашењу резултата избора објављује се да је Франсиско Мадера добио само неколико стотина гласова у целом Мексику. Толико велика и очита изборна крађа изазива побуне. Мадера позива 20. новембра 1910. мексички народ на оружани устанак против владе Порфирија Дијаза. Тиме је започела Мексичка револуција. Мадеро је био утамничен, али револуција је свеједно започела. Вође револуције су били Емилијано Запата на југу и Панчо Виља и Паскал Ороско на северу. Порфирио Дијаз је дао оставку 1911, да би дошло до мира у земљи. Дијаз је отишао у избеглиштво у Француску, где и умире 1915.
Вође револуције су имале различите циљеве. Франсиско Мадеро је био либерал, а Емилијано Запата и Панчо Виља су били радикали. Због тога је било тешко да се међу њима постигне договор, како да организују власт произашлу из револуционарних група. Тај период борбе за контролу мексичке владе означава се као Мексичка револуција, а изгледала је као грађански рат. У том периоду убијени су председник Франсиско Мадеро 1913, Емилијано Запата 1919. и Панчо Виља 1923.
Франсиско Мадеро је постао председник 1911, након Дијазове оставке. Збачен је са власти и убијен 1913. Венустијано Каранза је постао председник, који је прогласио устав 1917. Тај устав је и данас на снази у Мексику.
Алваро Обрегон је постао председника 1920. и постигао је широки консензус, сем са реакционарним клерикалцима и велепоседницима. Од тада трају само спорадични сукоби. Од 1910. до 1921. погинуло је 900.000 људи у Мексичкој револуцији.

## После револуције

### Институционална револуционарна партија (ПРИ)
Председник Мексика током 1929. генерал Плутарко Елијас Каљес оснива Институционалну револуционарну партију, која влада до краја XX века. Успоставља се нови тип система. Настаје потпуни политички монопол. Све до 1988. партија није изгубила ниједно место у сенату. Сенат је био 100% у рукама револуционарне партије. Тек је јула 2000. Винсент Фокс постао први председник, који долази на власт, а није из ПРИ.

### Председници Карденас и Камачо
Цела нафтна индустрија и производња и дистрибуција струје је национализована 1938. током владавине председника Лазара Карденаса. Започео је земљишне реформе, делио је бесплатне уџбенике и примио је шпанске избеглице из Шпанског грађанског рата.
Мануел Авила Камачо почиње предлагати стварање повољнијих услова за стране инвестиције. Замрзнуо је плате, прогањао је штрајкаше.

## Мексички економски пад и раст
Мексико је после револуције пролазио тежак период светске економске кризе. После 1945. године земља је достизала релативно добар економски раст, али неколико пута је земља долазила на ивицу економског колапса, који је доводио до немира. Економска криза је била 1976, па опет 1982, када су банке национализоване и оптужене за економске проблеме земље. Током 1994. после девалуације пезоса долази до економске кризе и најгоре рецесије после 1945. године. Економска криза изазвала је демонстрације у Мексику и побуну запатиста у област Чјапас .
Мексико је 1994. године постао члан НАФТЕ, северно-америчког удружења слободне трговине. Од тада је трговина са САД и Канадом повећана три пута.